# Armand Guillaumin
Pour les articles homonymes, voir Guillaumin.
Armand Guillaumin est un peintre, lithographe et dessinateur français, né le 16 février 1841 à Paris, et mort le 26 juin 1927 à Orly,.
Il fut l'un des premiers et des plus fidèles participants du groupe des impressionnistes. Ses paysages de la Creuse, notamment ceux des alentours de Crozant, se rangent parmi ses œuvres les plus prisées.

## Biographie
Originaire de Moulins, Armand Guillaumin s'installe en 1857 à Paris pour y travailler avec son oncle Besnard. Il suit des cours du soir avec le sculpteur Louis Denis Caillouette.
En 1860, il entre à la Compagnie du chemin de fer de Paris à Orléans. L'année suivante, il rencontre Paul Cézanne et Camille Pissarro à l'Académie Suisse et participe au Salon des refusés de 1863.
Au début des années 1870, il peint à Pontoise avec Pissarro. Il y développe son goût pour la peinture de paysages. Il exécute sa première eau-forte chez le docteur Gachet à Auvers-sur-Oise en 1872 ; Guillaumin en produira dix-sept tout au long de sa vie, ainsi que quelques lithographies en couleurs. Rejoints par Cézanne, ils peignent sur les bords de la Seine vers 1873. Armand Guillaumin peint des vues des rives de la Seine et plus particulièrement des vues d'Ivry-sur-Seine, de Clamart et de Charenton, ainsi que des paysages d'Épinay-sur-Orge dans la banlieue sud de Paris. Ces vues témoignent de la vive préférence de l'artiste pour l'eau, motif qui allait devenir l'un de ses sujets favoris. À cette époque, Guillaumin se sert déjà d'une palette aux tons assez relevés.
Armand Guillaumin est fidèle au groupe impressionniste. Il participe à six des huit expositions des peintres impressionnistes. Il est en particulier présent à la Première exposition des peintres impressionnistes de 1874 et à la dernière de 1886. Ami de Cézanne, il est également proche de Van Gogh qui apprécie le talent de coloriste et la palette de couleurs vives de Guillaumin.

Influence de Guillaumin par ses amis
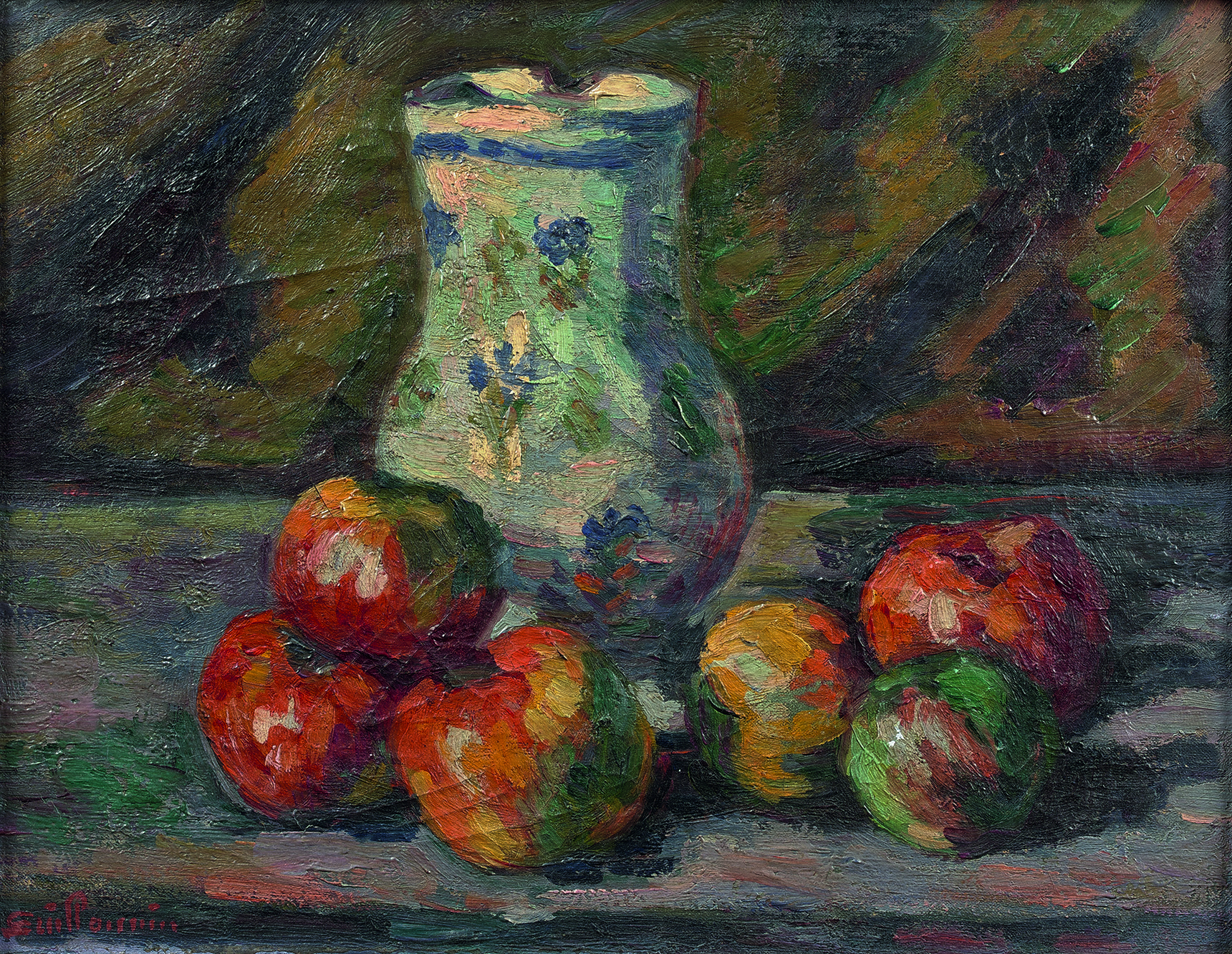
Nature morte aux pommes (vers 1880), Collection privée, Vente 2023.
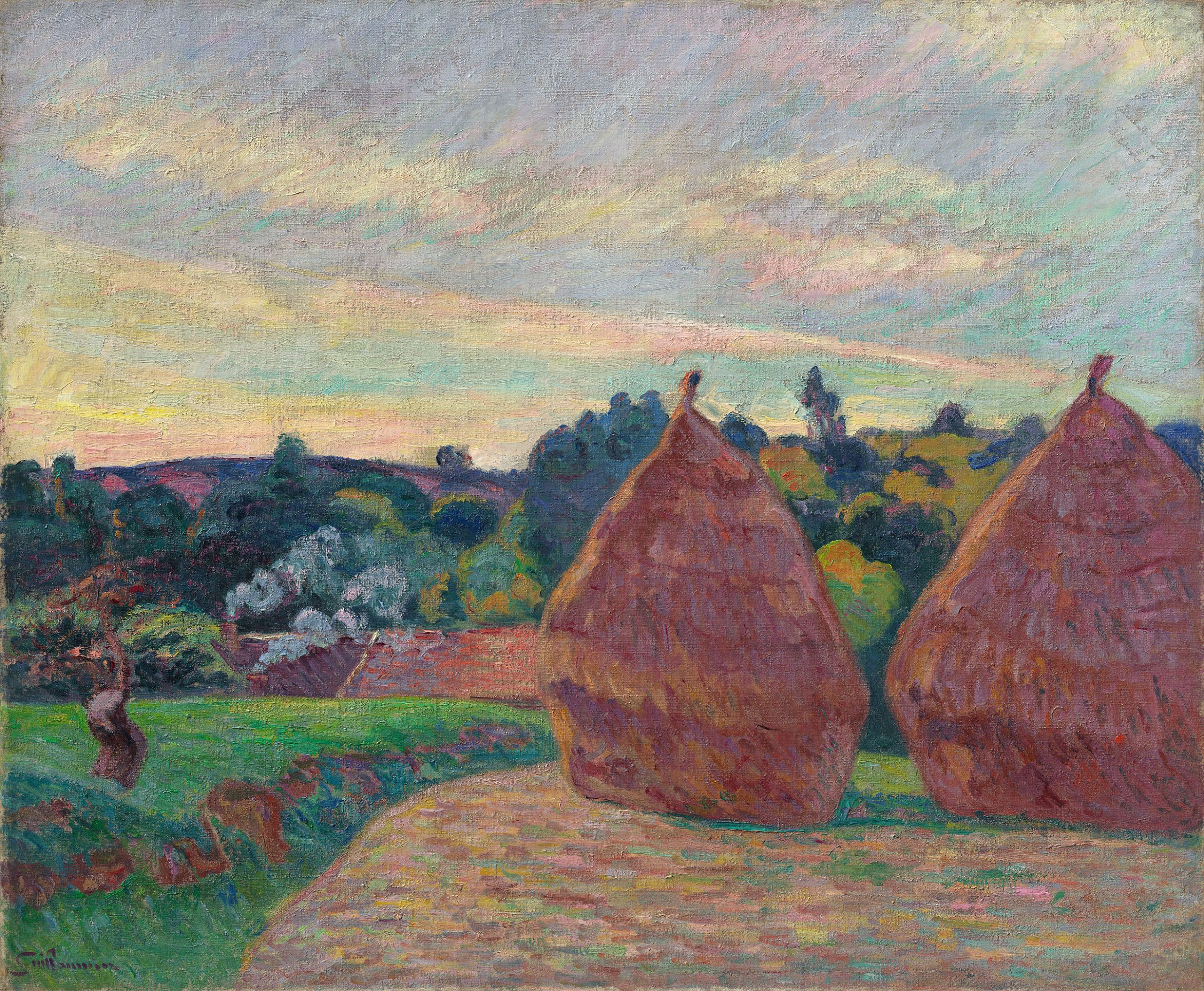
Meules de foin en Ile de France (vers 1894), Musée Barberini, Potsdam.

Il se marie en 1887 avec Marie-Josephine Gareton, enseignante au lycée Fénelon, originaire de la Creuse. Edgar Degas et Paul Gauguin sont ses témoins. Ils auront quatre enfants : Madeleine en 1888, Armand en 1891, Marguerite en 1893 et André en 1896.

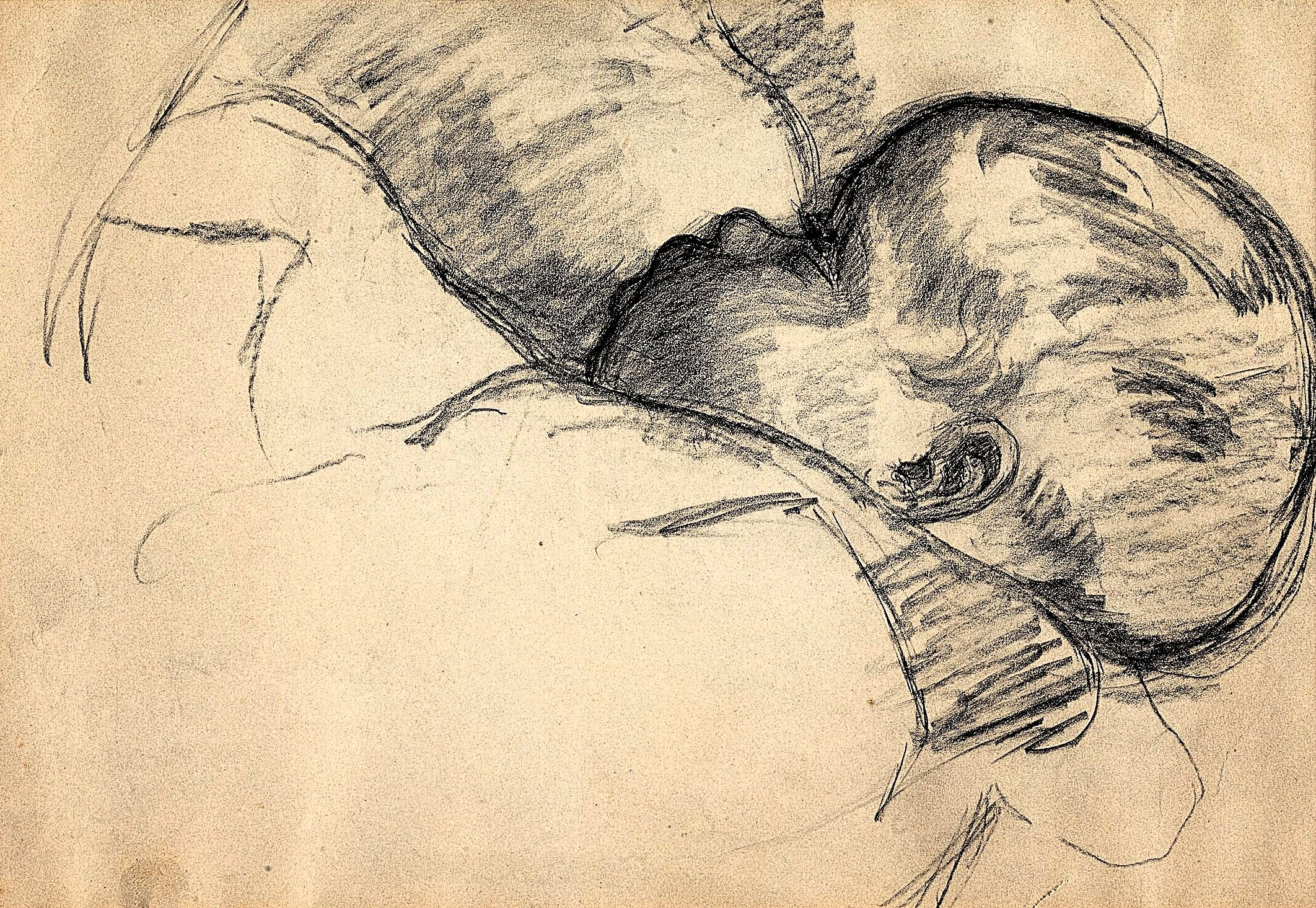
Étude de bébé d'Armand Guillaumin (vers 1888-1896), Musée Bonnat.

Durant les années 1890, sa peinture devient plus subjective. Ses couleurs très expressives anticipent ainsi les Fauvistes.
En 1891, il gagne deux lots, un de 100 000 francs-or et un autre de 500 000, à la Loterie nationale, ce qui lui permet dès lors de se consacrer entièrement à la peinture. À partir de 1893, il loue régulièrement une maison à Crozant où il fréquente les peintres de l'École de Crozant, dans les environs de Fresselines, où habite le poète Maurice Rollinat. Dessinant et peignant d'après le motif, il est toujours attiré par l'eau. Depuis les rives de la Creuse, il observe l'animation de la rivière, des ponts et des Chamil.
Armand Guillaumin fait aussi de nombreux voyages en Auvergne et en rapporte de nombreux paysages, en particulier des vues de Pontgibaud, Saint-Sauves et Saint Julien des Chazes.
Au début du XXe siècle, Armand Guillaumin oriente son œuvre vers une facture plus serrée, une palette plus vive, presque violente, qui enthousiasme, dès 1901, le jeune Othon Friesz, qui se déclare ébloui par les pourpres, les ocres et les violets. Il se rend souvent sur la Côte d'Azur à Agay où il réalise, au côté du peintre Victor-Ferdinand Bourgeois, des marines et des vues de montagne, du massif de l'Esterel et des Alpes enneigées. Armand Guillaumin se retire ensuite dans la Creuse.
Il meurt le 26 juin 1927 à Orly, où il est inhumé au vieux cimetière[réf. souhaitée], laissant un œuvre important d'où émergent les peintures de la période impressionniste, puis d'inspiration fauve.

## Œuvres dans les collections publiques
- En Allemagne

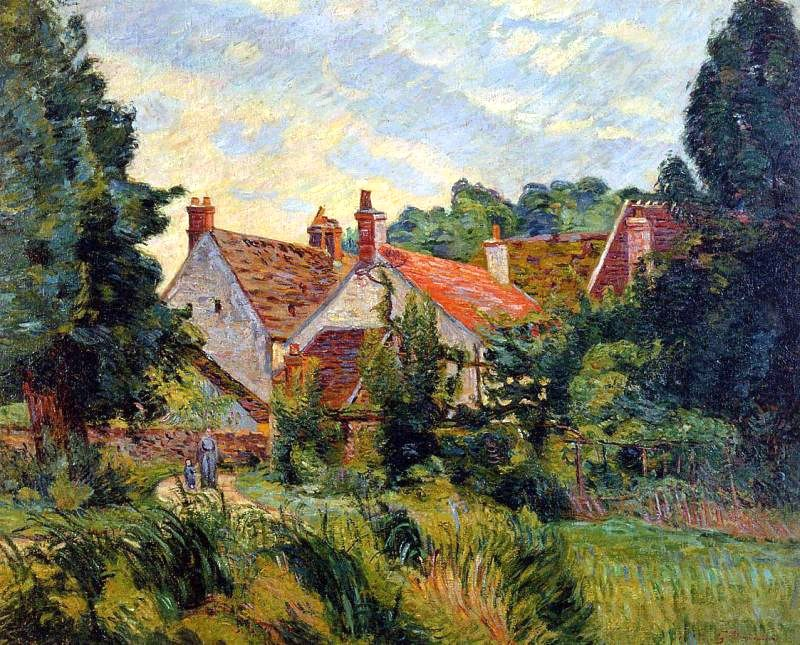
Une rue à Épinay-sur-Orge (1885), coll. priv.

  - Cologne, Walraf-Richartz Museum & Fondation Corboud : Rocher à la pointe de la Baumette, 1893, huile sur toile
- En Belgique
  - musée des beaux-arts de Liège : L’Écluse du Moulin Bouchardon, à Crozant, après 1892, huile sur toile.
- Aux États-Unis
  - Musée d'art de Baltimore : Vue des Alpes enneigés depuis l'Esterel, vers 1910, huile sur toile.
  - Columbia, Columbia Museum of Art : Ferry Boat, 1885, huile sur toile.
  - New York, Metropolitan Museum of Art :
    - Pont ferroviaire au-dessus de la Marne à Joinville, 1871-1875, huile sur toile ;
    - Paysage au deux voiliers, 1909, huile sur toile ;
    - Le Moulin de Bouchardon, Crozant, vers 1898, huile sur toile.

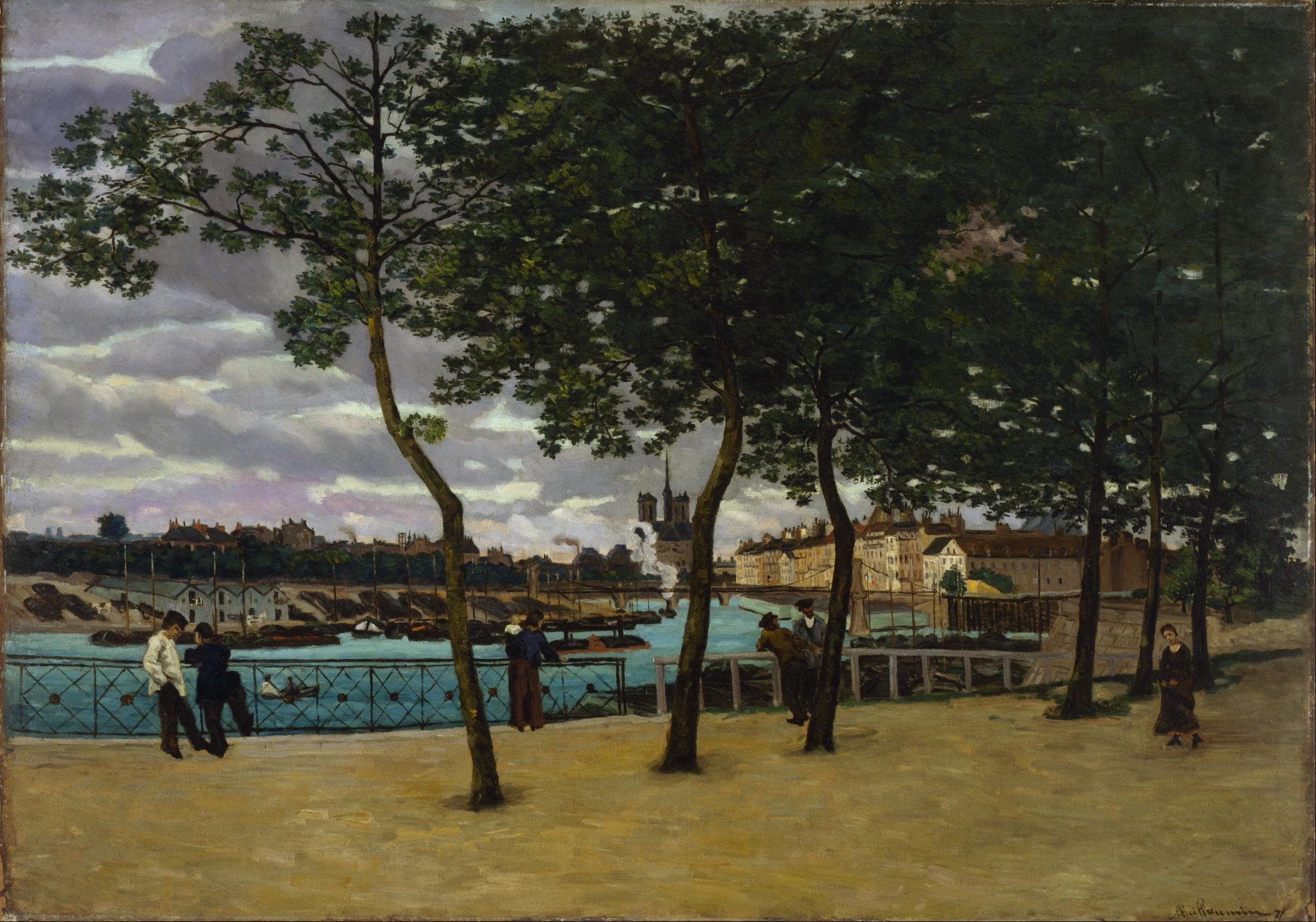
Vue de la Seine, Paris (1871), musée des beaux-arts de Houston.

  - Vue de la Seine, Paris (1871), musée des beaux-arts de Houston. musée des beaux-arts de Houston : Vue de la Seine, Paris, 1871, huile sur toile.

- En France
  - Bayonne, musée Bonnat-Helleu : Péniches, 1841-1927, huile sur toile[12].
  - Caen, musée des Beaux-Arts : Le Cap Long à Agay, 1893, huile sur toile.
  - Carcassonne musée des beaux-arts

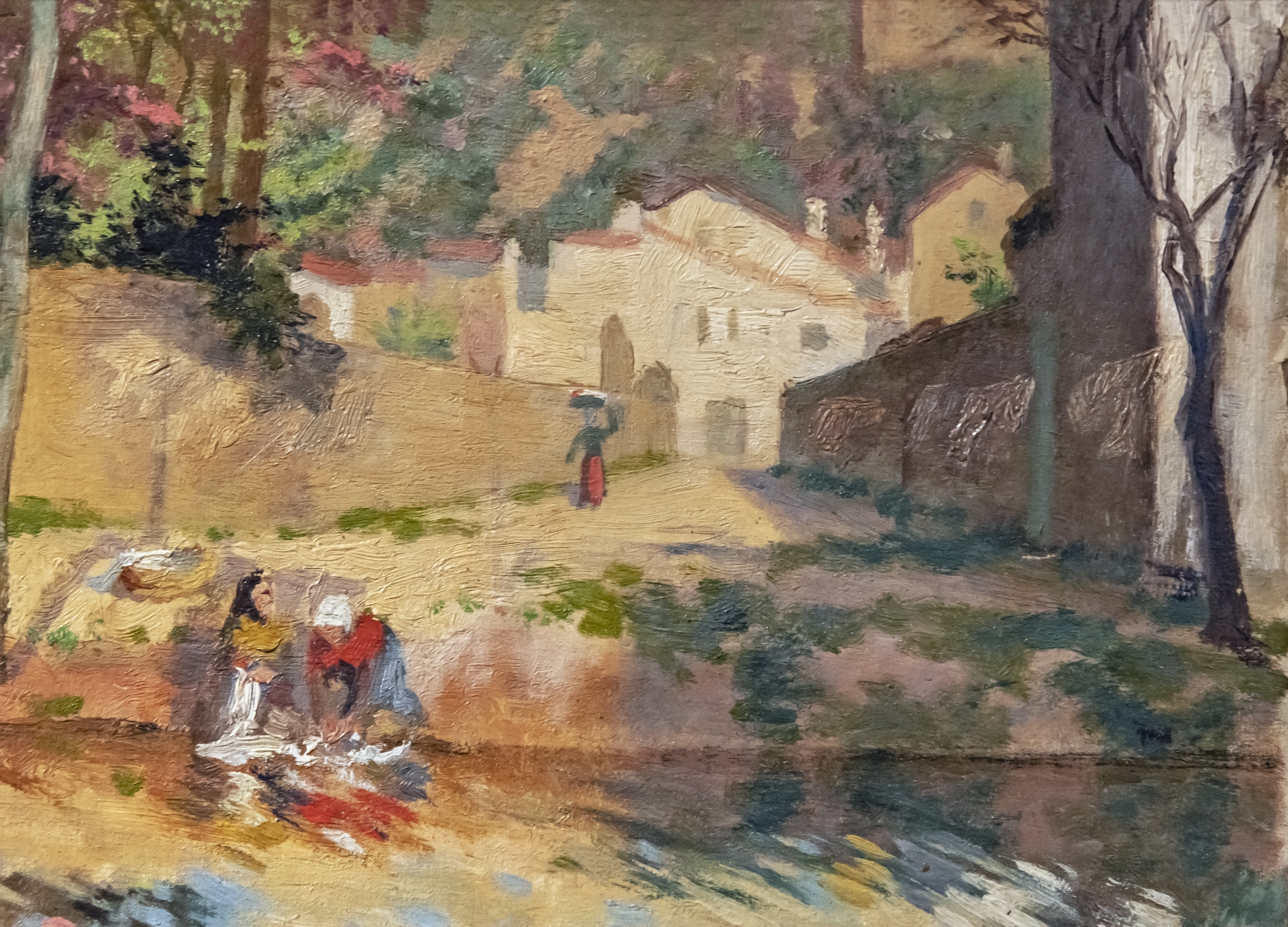
Les lavandières, avant 1927, Musée des Beaux-Arts de Carcassonne.

    - Les lavandières, avant 1927, Musée des Beaux-Arts de Carcassonne.Les lavandières, avant 1927, huile sur toile.

  - Châteauroux, musée Bertrand : L'hiver sur la Creuse, 1906, huile sur toile
  - Clermont-Ferrand, musée d'art Roger-Quilliot :
    - Paysage aux environs de Saint-Julien-des-Chazes (Haute-Loire), 1895, huile sur toile ;
    - Le Sancy vu de Saint-Sauves d'Auvergne, 1896, huile sur toile ;
    - Vue de Saint-Sauves, 1905, huile sur toile ;
    - La Creuse à Génetin, vers 1920, huile sur toile.

  - Musée Unterlinden :  trois toiles
  - Dijon, musée des beaux-arts : La barrière à Crozant, 1902, huile sur toile.
  - Évreux, musée d'Évreux : Quais de la Seine à Charenton, 1886, dessin, pastel sur papier vélin, 48 × 63,5 cm[13].
  - Guéret, musée d'art et d'archéologie, Rochers sur la côte bretonne, vers 1895, huile sur toile
  - Le Havre, musée d'art moderne André-Malraux :
    - La Creuse à Crozant, vers 1893, huile sur toile ;
    - Paysage de neige à Crozant, vers 1895, huile sur toile[14].

  - Limoges, musée des Beaux-Arts de Limoges, Palais de L'Evêché :
    - Le Moulin de la Folie, huile sur toile ;
    - Le Barrage de Genetin, huile sur toile ;
    - Portrait de Pissarro, vers 1868, huile sur toile[15].

  - Paris, musée d'Orsay :
    - Chemin creux, effet de neige, 1869, huile sur toile[16] ;
    - Soleil couchant à Ivry, vers 1873, huile sur toile[17] ;
    - Quai de Bercy, effet de neige, 1873-1874, huile sur toile ;
    - Portrait de l'artiste, vers 1875, huile sur toile[18] ;
    - Le Port de Charenton, 1878, huile sur toile[19].

  - Rennes, musée des beaux-arts : Le Hameau de Peschadoires, vers 1895, huile sur toile, 82 × 65 cm, (MNR 212)[20].
  - Rouen, musée des beaux-arts : 
    - Portrait de Madame Guillaumin cousant, vers 1888, pastel[21].
    - Tempête de vent d'Est à Agay, 1895, huile sur toile
    - Gelée blanche à Crozant, vers 1906-1909, huile sur toile
    - La Pêcherie à Crozant, vers 1906-1909, huile sur toile

  - Toulouse Fondation Bemberg : La Seine à Charenton, vers 1885, Huile sur toile, 46,5 × 64,2 cm
  - Versailles, musée Lambinet : Bord de l'Orge à Saint-Chéron, 1897, huile sur toile, 54 x 65 cm
- Aux Pays-Bas
  - Amsterdam, musée van Gogh : Autoportrait au chevalet, 1878, huile sur toile.
- En Russie
  - Saint-Pétersbourg, musée de l'Ermitage : La Seine, 1867-1868, huile sur toile.
- En Suisse
  - Musée du Petit Palais de Genève : 
    - Paysage d'Île-de-France, hst, 1885
    - Neige à Ivry, hst, 1895

## Mémoire urbaine
Plusieurs communes ont donné le nom d'Armand Guillaumin à une voie :
- Auvers-sur-Oise : impasse Armand Guillaumin
- Chauray : rue Armand Guillaumin
- Crozant : rue Armand Guillaumin
- Coudekerque-Branche : rue Armand Guillaumin
- Gif-sur-Yvette : chemin Armand Guillaumin
- Kourou : allée Armand Guillaumin
- Limoges : rue Armand Guillaumin
- Noisiel : villa Armand Guillaumin
- Pouzauges : rue Armand Guillaumin
- Saint-Malo : rue Armand Guillaumin, dans le quartier de Château-Malo
- Saint-Sauves d'Auvergne : rue Armand Guillaumin
- La Souterraine : rue Armand Guillaumin
- Vannes : place Armand Guillaumin
- Orly: Lycée des métiers Armand Guillaumin

## Galerie

Œuvres d'Armand Guillaumin
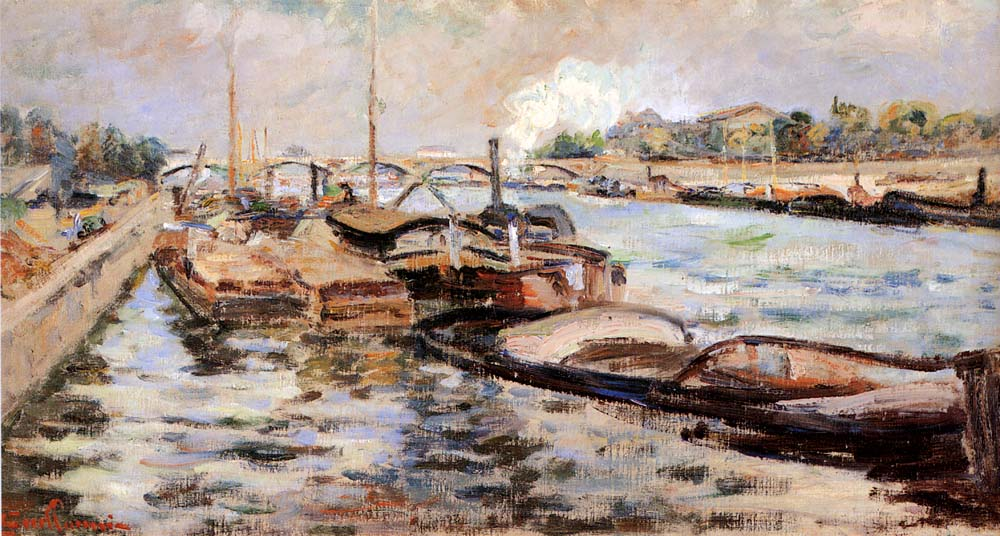
La Seine (1867), Saint-Pétersbourg, musée de l'Ermitage.
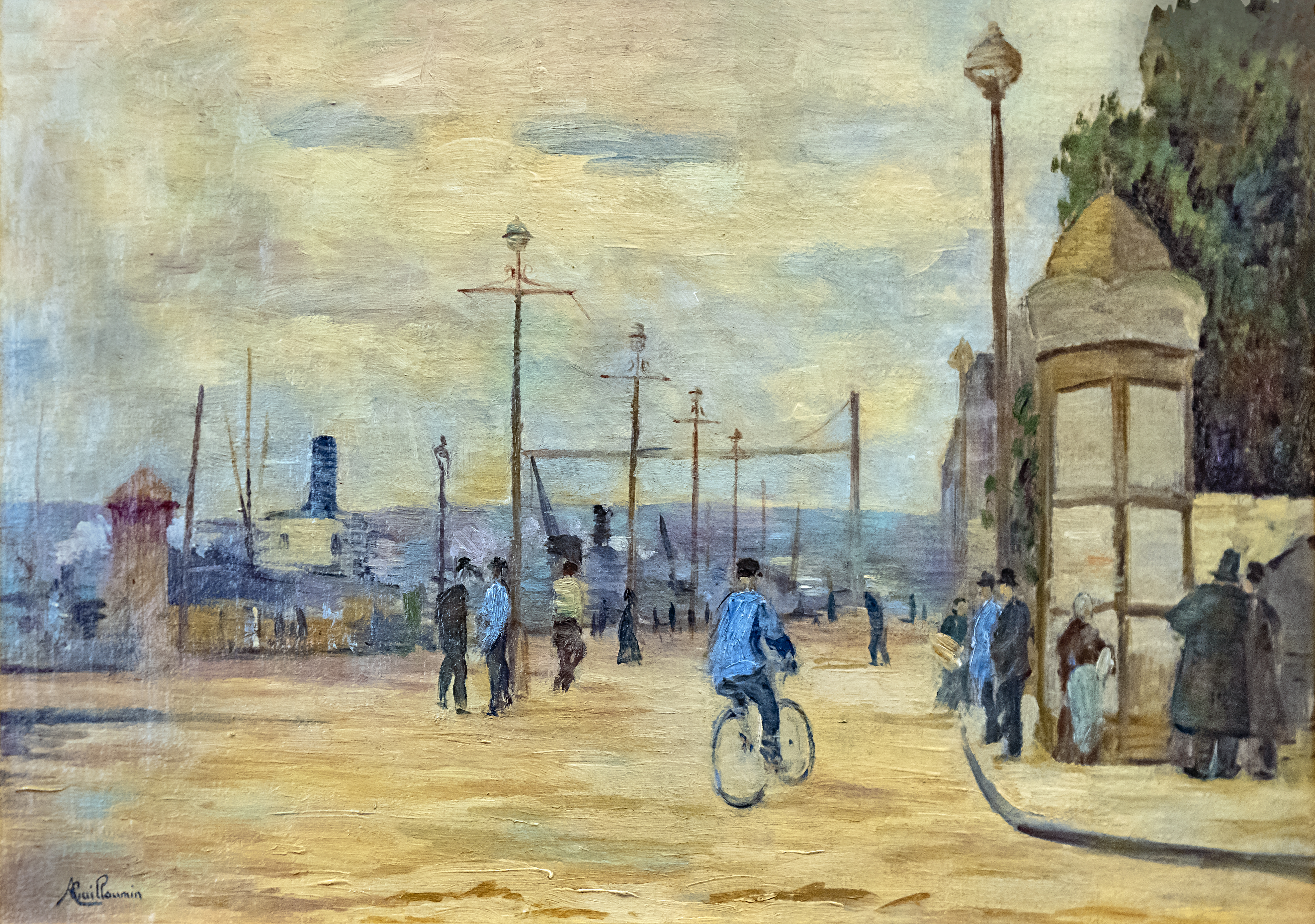
La Seine à Charenton (1885), Fondation Bemberg Toulouse.
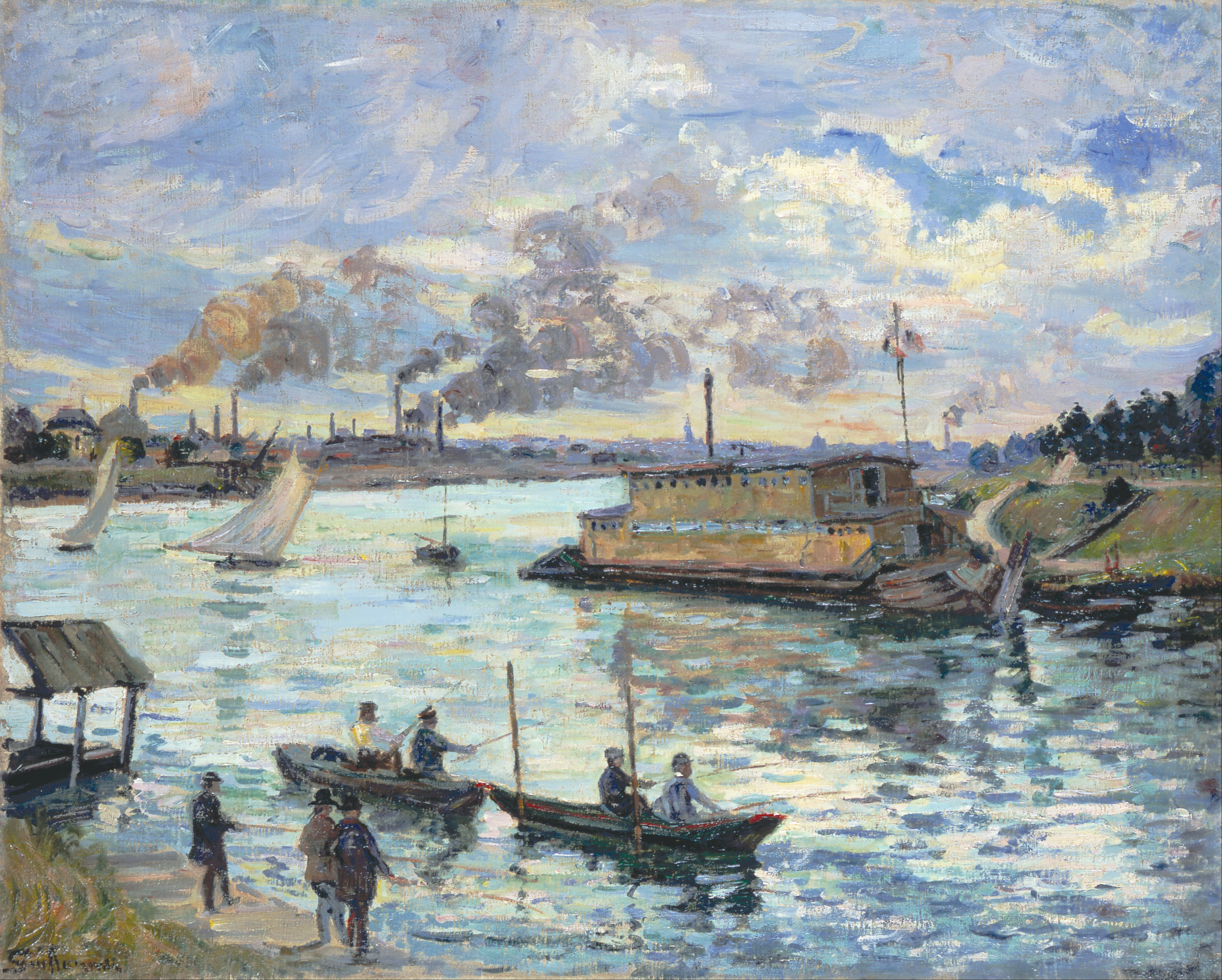
Paysage de rivière (1890), Jérusalem, musée d’Israël.
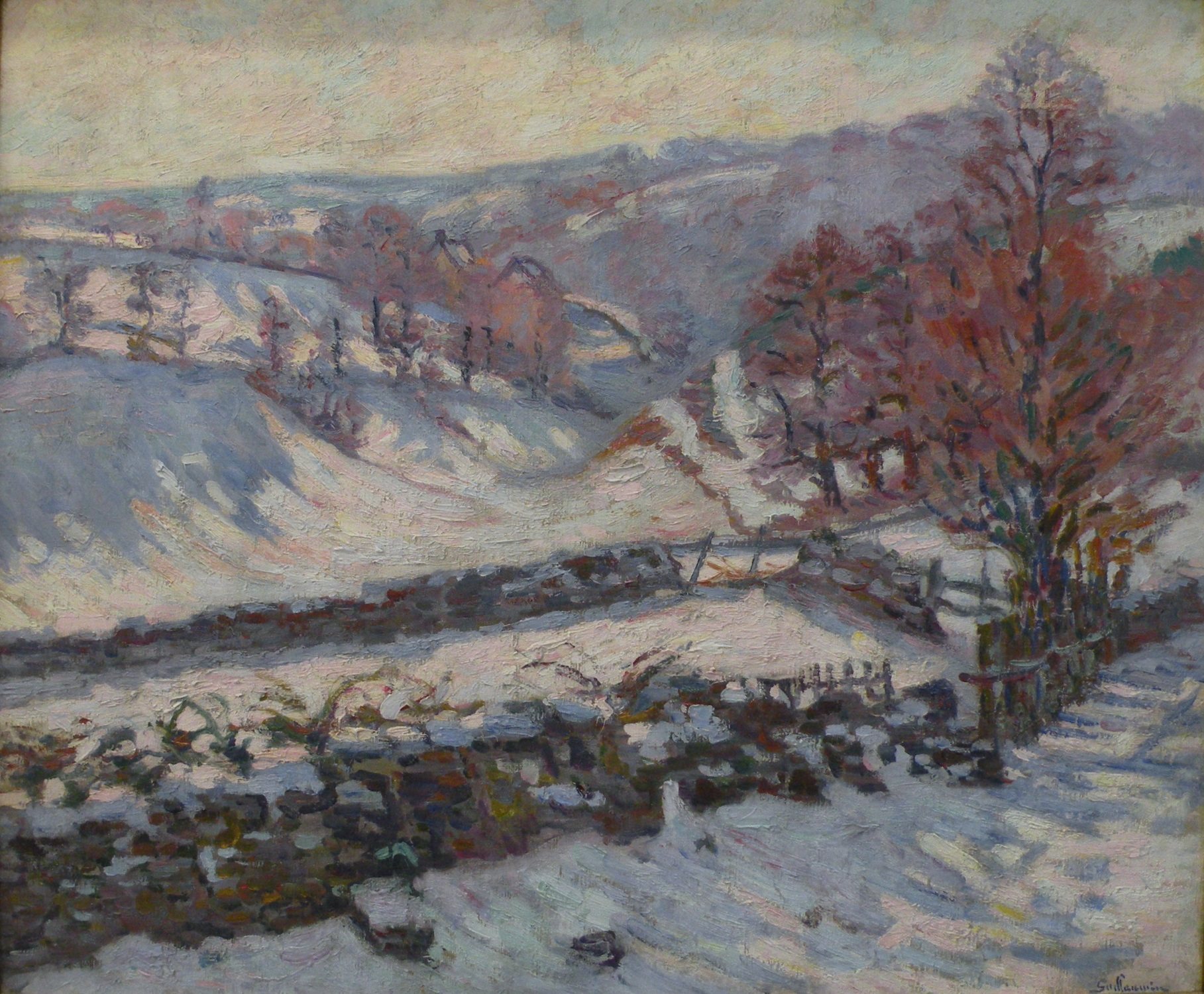
Paysage de neige à Crozant (vers 1895), musée d'art moderne André-Malraux, Le Havre.
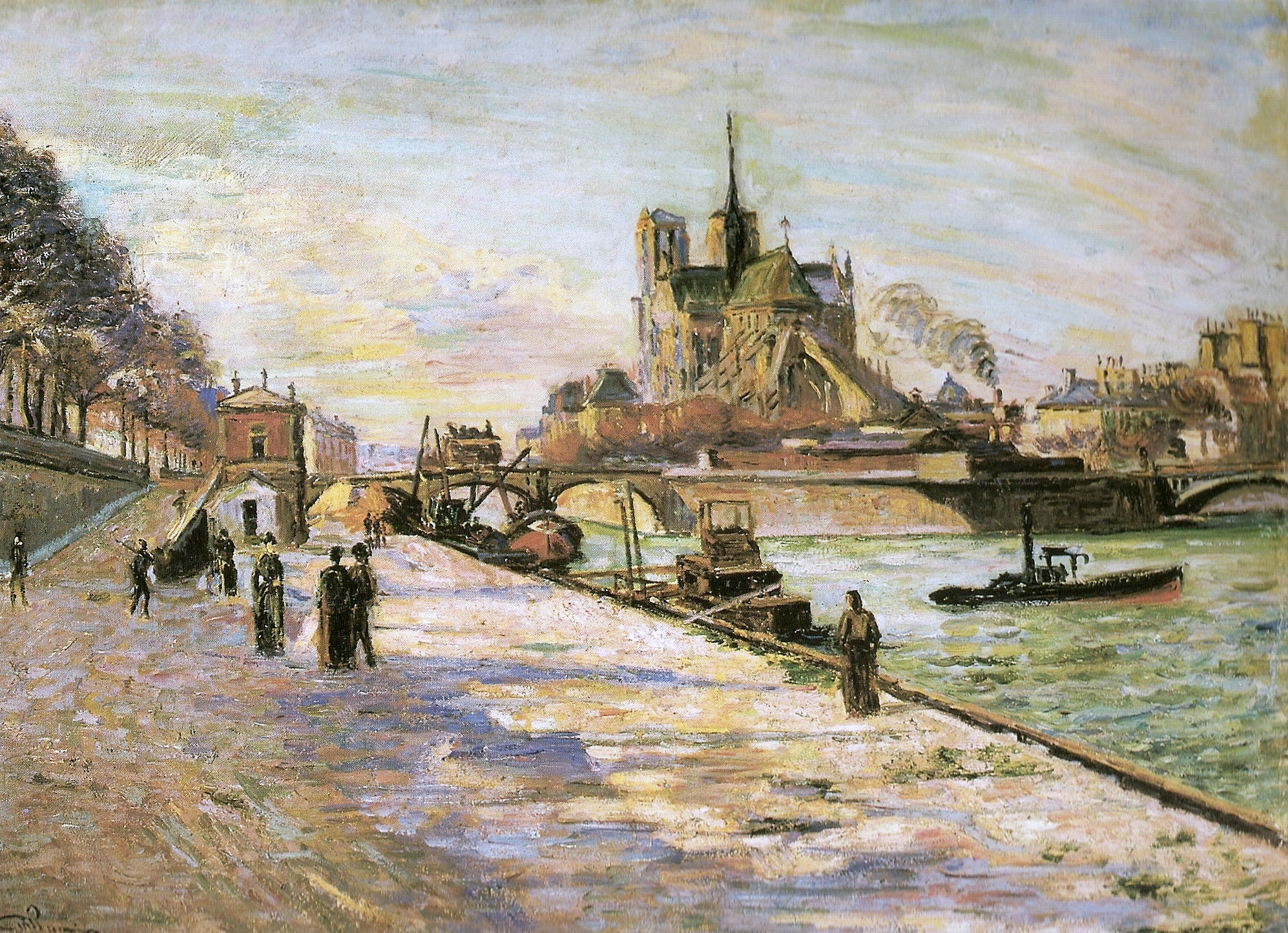
Notre-Dame de Paris (Modèle:N.d.), Rio de Janeiro, Museu Nacional de Belas Artes.

#### Bases de données et dictionnaires
- Ressources relatives aux beaux-arts :   - AGORHA
  - Art Institute of Chicago
  - Art UK
  - Artists of the World Online
  - Auckland Art Gallery
  - Bénézit
  - Bridgeman Art Library
  - British Museum
  - Collection de peintures de l'État de Bavière
  - Delarge
  - Galerie nationale de Finlande
  - Grove Art Online
  - Kunstindeks Danmark
  - Musée d'art Nelson-Atkins
  - Musée d'Orsay
  - Musée Thyssen-Bornemisza
  - Museum of Modern Art
  - MutualArt
  - National Gallery of Art
  - Nationalmuseum
  - RKDartists
  - Tate
  - Te Papa Tongarewa
  - Union List of Artist Names
- Ressources relatives à la musique :   - Discogs
  - MusicBrainz
- Notices dans des dictionnaires ou encyclopédies généralistes :   - Britannica
  - Brockhaus
  - Den Store Danske Encyklopædi
  - Deutsche Biographie
  - Enciclopedia De Agostini
  - Enciclopédia Itaú Cultural
  - Gran Enciclopèdia Catalana
  - Internetowa encyklopedia PWN
  - Nationalencyklopedin
  - Proleksis enciklopedija
  - Store norske leksikon
  - Treccani
  - Universalis
- Notices d'autorité :   - VIAF
  - ISNI
  - BnF (données)
  - IdRef
  - LCCN
  - GND
  - Pays-Bas
  - Israël